# Cecilia María de la Santa Faz
Cecilia María de la Santa Faz O.C.D., nascida Cecilia María Sánchez Sorondo Bosch (San Martín de los Andes, 5 de dezembro de 1973 – Pilar, 23 de junho de 2016), foi uma freira católica argentina da Ordem dos Carmelitas Descalços que se tornou viral internacionalmente nas redes sociais por uma fotografia onde sorria em momentos difíceis. Desde 2025, o Vaticano a considera uma serva de Deus.

## Biografia
Nascida em 5 de dezembro de 1973, na cidade de San Martín de los Andes, era filha do casal Santiago Sánchez Sorondo e María Teresa Bosch. Recebeu o batismo no dia 14 de dezembro, em sua cidade natal.
Sua família a apoiou em todos os momentos, o que a levou a desenvolver uma personalidade muito gentil e atenciosa. Em 2 de outubro de 1982, ela recebeu sua primeira comunhão em uma pequena capela em Buenos Aires e em 5 de novembro de 1983, recebeu a crisma na Catedral de San Isidro das mãos de monsenhor Jorge Casaretto.
Durante sua vida teve afeição por alguns santos da Ordem dos Carmelitas Descalços, sendo um dos antecedentes que em 9 de abril de 1994 ingressou no Mosteiro de Corpus Christi, mas nos primeiros dias de agosto teve que abandoná-lo por não sentir que fosse lugar para ela.
Em novembro de 1994, ela pediu admissão no Mosteiro do Carmo de Santa Fé para se dedicar a alguns estudos. Em 8 de dezembro, ela foi aceita e ingressou no Mosteiro do Carmelo de Santa Fé e passou a se chamar Cecília María de la Santa Faz.
Em 11 de dezembro de 2015, ela começou a apresentar problemas de saúde, pois consultou um dentista e depois um especialista em cabeça e pescoço. Este encontrou um tumor avançado na base da língua. Durante o ano de 2016, ela teve vários problemas de saúde devido ao tumor que a fez ser internada no Hospital Universitário Austral, onde passou seus últimos momentos de vida.
A Irmã Cecilia María morreu em 23 de junho de 2016, às 3h45. Devido ao tumor que ela tinha, uma missa de corpo presente foi celebrada na capela do Hospital Universitário Austral e logo após seu corpo foi trasladado ao carmelo, onde foi sepultado em um nicho.

## Beatificação
Em 16 de janeiro de 2025, foi anunciado que o arcebispo Sergio Fenoy havia iniciado o processo de beatificação e canonização pela Arquidiocese de Santa Fe de la Vera Cruz. O arcebispo também nomeou os responsáveis pela investigação e convidou os fiéis a participarem da missa e da sessão de abertura da investigação, que foi realizada no domingo, 23 de fevereiro, às 9h, no convento de São José e Santa Teresa das irmãs carmelitas descalças. Atualmente, a Irmã Cecilia María tem o título de serva de Deus.